# Corinna Martini
Corinna Martini (ur. 19 czerwca 1985 w Winterbergu) – niemiecka saneczkarka, medalistka mistrzostw Europy.
Pierwsze sukcesy odnosiła na mistrzostwach świata juniorów zdobywając dwa medale brązowe w jedynkach. W reprezentacji Niemiec startuje od 2005 roku. W 2010 wywalczyła dwa medale mistrzostw Europy – srebro w jedynkach i brąz w drużynie. Dwa lata później wywalczyła brąz indywidualnie. W Pucharze Świata startuje od sezonu 2006/2007. Najlepszym miejscem w klasyfikacji generalnej była czwarta pozycja wywalczona w sezonie 2011/2012. Cztery razy stała na podium zawodów pucharowych, odniosła jedno zwycięstwo.

## Osiągnięcia

### Mistrzostwa świata
| Rok  | Miejsce     | Jedynki |
| ---- | ----------- | ------- |
| 2009 | Lake Placid | 17.     |
| 2012 | Altenberg   | 5.      |

### Mistrzostwa Europy
| Rok  | Miejsce    | Jedynki | Drużyna mieszana |
| ---- | ---------- | ------- | ---------------- |
| 2010 | Sigulda    | 2.      | 3.               |
| 2012 | Paramonowo | 3.      | -                |

### Puchar Świata

#### Miejsca w klasyfikacji generalnej
| Sezon     | Miejsce |
| --------- | ------- |
| 2006/2007 | 28.     |
| 2008/2009 | 19.     |
| 2009/2010 | 6.      |
| 2011/2012 | 4.      |
| 2012/2013 | = 20.   |

#### Zwycięstwa
| Nr | Dzień       | Rok  | Miejscowość | 1. Zjazd | Wynik 1. | 2. Zjazd | Wynik 2. | Łączny czas  | Przypisy |
| -- | ----------- | ---- | ----------- | -------- | -------- | -------- | -------- | ------------ | -------- |
| 1. | 22 stycznia | 2012 | Winterberg  | 57.276 s | 1.       | 57.267 s | 2.       | 1:54.543 min | -        |

#### Miejsca na podium chronologicznie
| Nr | Dzień       | Rok  | Miejscowość | 1. Zjazd | Wynik 1. | 2. Zjazd | Wynik 2. | Łączny czas  | Lokata | Strata    | Zwycięzca               | Przypisy |
| -- | ----------- | ---- | ----------- | -------- | -------- | -------- | -------- | ------------ | ------ | --------- | ----------------------- | -------- |
| 1. | 13 stycznia | 2007 | Oberhof     | 44.930 s | 3.       | 44.190 s | 8.       | 1:28.120 min | 3.     | + 0.552 s | Sylke Kraushaar-Pielach | -        |
| 2. | 22 stycznia | 2012 | Winterberg  | 57.276 s | 1.       | 57.267 s | 2.       | 1:54.543 min | 1.     | -         | -                       | -        |
| 3. | 25 lutego   | 2012 | Paramonowo  | 46.399 s | 4.       | 46.110 s | 3.       | 1:32.509 min | 3.     | + 0.247 s | Tatjana Iwanowa         | -        |
| 4. | 9 grudnia   | 2012 | Altenberg   | 52.485 s | 5.       | 52.281 s | 3.       | 1:44.766 min | 3.     | + 0,461 s | Natalie Geisenberger    | -        |